# Francis Gonzalez
Pour les articles homonymes, voir Gonzalez.
Francis Gonzalez (né le 6 février 1952 à Bordeaux) est un athlète français, spécialiste des courses de demi-fond, licencié à l'ASPTT Bordeaux.

## Palmarès

### International
- 49 sélections en Équipe de France A

| Date | Compétition                    | Lieu      | Résultat | Épreuve | Performance   |
| ---- | ------------------------------ | --------- | -------- | ------- | ------------- |
| 1972 | Championnats d'Europe en salle | Grenoble  | 3e       | 800 m   | 1 min 49 s 17 |
| 1973 | Championnats d'Europe en salle | Rotterdam | 1er      | 800 m   | 1 min 49 s 17 |

- Jeux olympiques de Munich en 1972 en quart de finale sur 800 m
- Jeux olympiques de Montréal en 1976 en demi-finale sur 1500 m
- Vainqueur du Cross des As du Figaro en 1984
- 2e des Golden Events IAAF sur le mile en 1978
- 2e du meeting de Paris sur 10 000 m
- Il détient également le record français masculin du nombre de sélections en Coupe d'Europe des Nations : 10 sélections entre 1975 et 1981.

### National
- Championnats de France d'athlétisme :
  - 4 fois vainqueur du 1 500 m en 1975, 1976, 1977 et 1978.
  - vainqueur du 5 000 m en 1984.
- Championnats de France d'athlétisme en salle :
  - 3 fois vainqueur du 800 m en 1972, 1973 et 1976.
  - 3 fois vainqueur du 1 500 m en 1975, 1977 et 1978.
- Championnat de France de cross-country :
  - 2e en 1981
- vice-champion de France junior du 800 m en 1969, alors qu'il était encore cadet

## Records
- Record de France du 5000 m en 1979, en 13 min 20 s 24
- Record de France du 3000 m en 1979, en 7 min 41 s
- Record de France en salle du 3000 m en 1979, en 7 min 51 s 9
- Record de France junior du 800 m en 1970, en 1 min 51 s 9
- Record de France junior du 1500 m en 1971, en 3 min 54 s 0
- Record de France du relais 4 x 800 mètres en 1971, en 7 min 16 s 4 avec Guy Taillard, Jean-Claude Labeau et Philippe Meyer.

| Épreuve  | Performance    | Lieu | Date |
| -------- | -------------- | ---- | ---- |
| 800 m    | 1 min 47 s 1   |      | 1972 |
| 1 500 m  | 3 min 36 s 2   |      | 1979 |
| 5 000 m  | 13 min 20 s 24 |      | 1979 |
| 10 000 m | 28 min 26 s 04 |      | 1984 |